# Johannes Antonius Bakkers

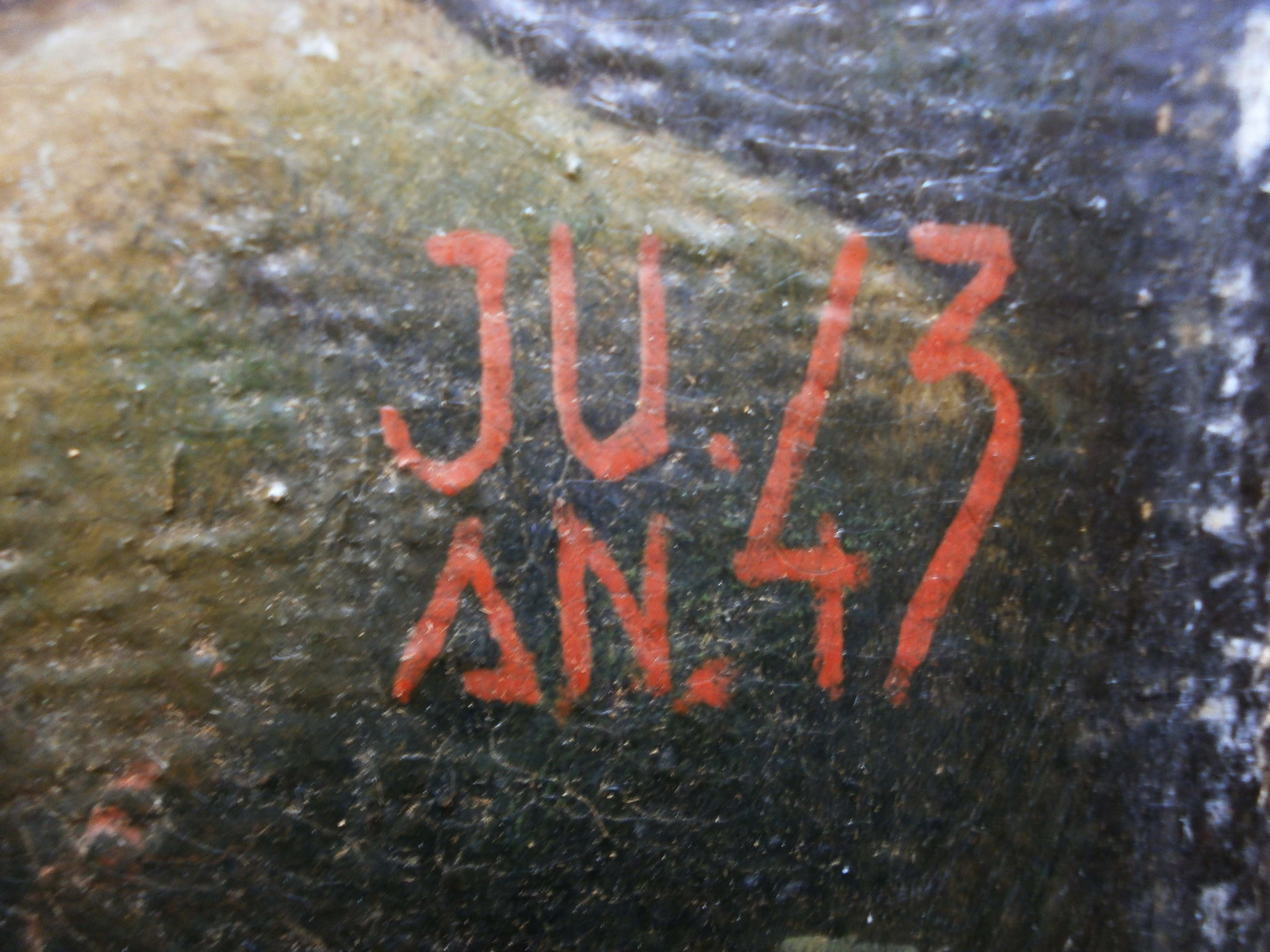
Signaturbeispiel Ju.An.Bakkers von 1943 Öl auf Leinwand

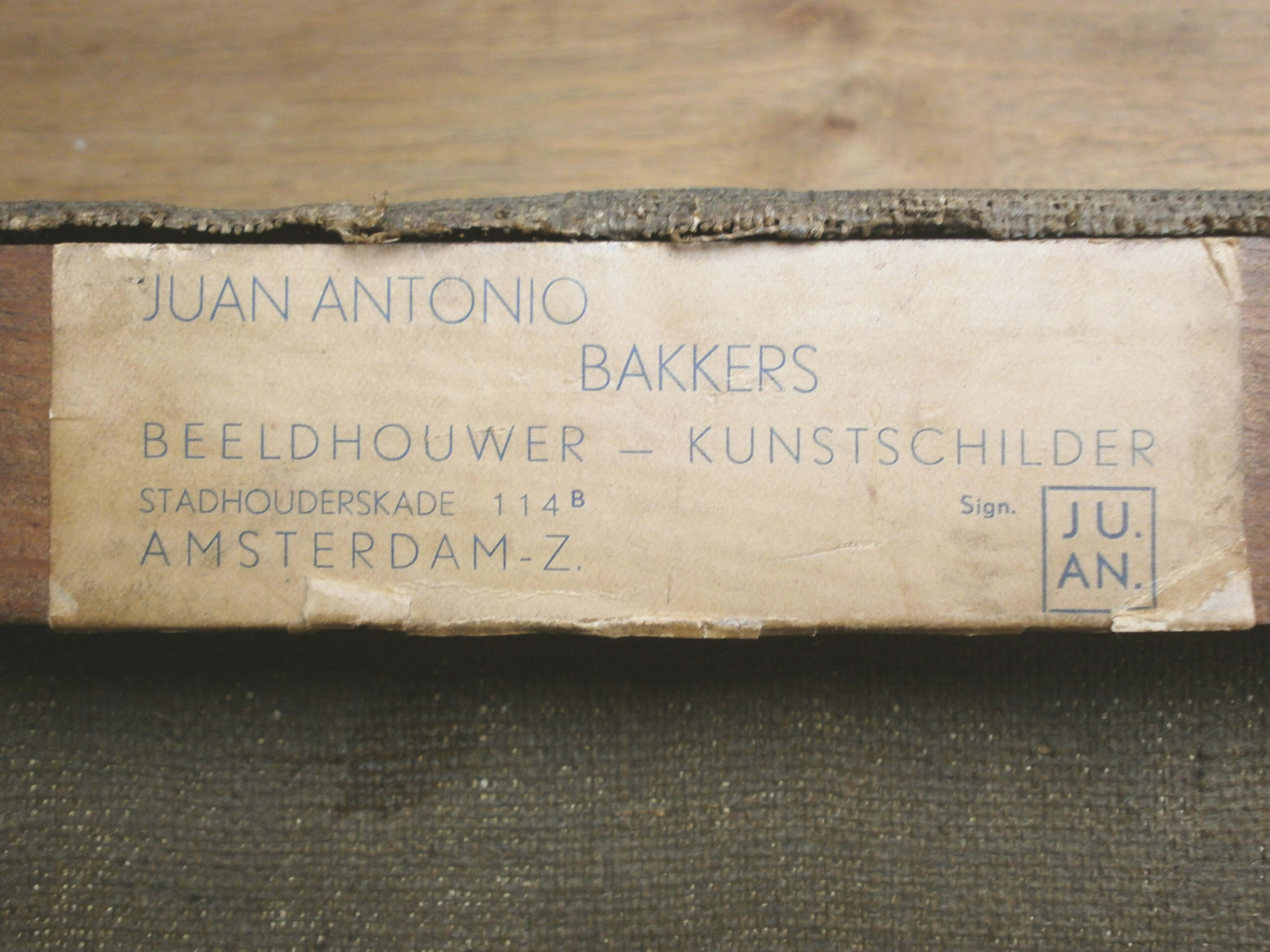
Amsterdamer Atelier-Klebeetikett von Johannes Antonius Bakkers, nachgewiesen aus den 1940er/-50er Jahren

Johannes Antonius Bakkers (auch Juan Antonio Bakkers) (* 5. Dezember 1897 in Nijmegen; † 10. November 1962 in Blaricum) war ein autodidaktischer Zeichner, Kunstmaler (überwiegend Landschaften und Stillleben) und Bildhauer des beginnenden 20. Jahrhunderts.
J. A. Bakkers lebte und arbeitete von 1926 bis 1929 in Argentinien. Hier legte er sich die Pseudonyme Juan Antonio (signierte mit Ju.An), Juan Antonio Bakkers sowie Antonio zu. Überliefert sind aus dieser Zeit zahlreiche Zeichnungen, Pastelle, Holzschnitte und Aquarelle im typischen Art-déco-Stil. Weiterhin sind aus dieser Periode farbig gefasste Holzschnitz-Arbeiten (Wandbilder als Halbreliefs sowie freistehende vollplastische Figuren) sowie Terracotta-Arbeiten bekannt, ebenfalls im Stil des Art déco.
Zurückgekehrt in die Niederlande, heiratete er 1930 Johanna Spronk. Aus dieser Beziehung ging die Tochter Geurtje Margaretha Johanna hervor. 1931 lebte und arbeitete er in Eindhoven. Anschließend bezog er sein Atelier in Amsterdam in der Stadhouderskade 114b (Beleg: Atelieretikett). Hier begann seine fotorealistische Phase, Motive waren vorwiegend Stillleben mit mystischem Hintergrund sowie Darstellungen von Fischen in Öl auf Leinwand. Nachgewiesen sind mehrere Gemälde dieser Art aus den 1940er / -50er Jahren sowie zahlreiche Art-déco-Arbeiten (Gemälde, Zeichnungen, Plastiken).